# سيف صيني
السيف الصيني هو نوع من السيوف التي تصنع في آسيا تحديدا الصين. تاريخيًا، تُصنف السيوف الصينية إلى نوعين، الجيان والداو.الجيان هو سيف مستقيم ذو حدين يستخدم بشكل أساسي للطعن، وقد تمت ترجمته بشكل شائع إلى اللغة الإنجليزية على أنه سيف طويل، في حين أن الداو هو سيف ذو حد واحد (منحني في الغالب من عهد أسرة سونغ وما بعدهم) يستخدم بشكل أساسي للقطع، وقد تمت ترجمته على أنه سيف ضالع أو " سكين ".

## التاريخ
ظهرت سيوف الجيان البرونزية خلال فترة تشو الغربية، وتحولت إلى الحديد المطاوع والصلب الأكثر متانة خلال فترة الدول المتحاربة المتأخرة. في العصر الحديث، تم تصميم سيف الضابط المفوض في البحرية الصينية على غرار جيان التقليدي منذ عام 2008. يبلغ طول السيوف الصينية عادة بين 70-110 سم (28-43 بوصة) . ومع ذلك، عُثِر على سيوف أطول في بعض الأحيان. خارج الصين القديمة، تم استخدام السيوف الصينية أيضًا في اليابان القديمة من القرن الثالث إلى القرن السادس الميلادي، ولكن خلفتها السيوف اليابانية الأصلية في منتصف عصر هيان.

### العصر البرونزي (1200 قبل الميلاد - 1046 قبل الميلاد)
عُثِر على سكاكين في مقبرة فو هاو، بتاريخ 1200 قبل الميلاد.  ظهر الجيان البرونزي خلال فترة تشو الغربية. كان طول الشفرات من 28 إلى 46 سم فقط (11 إلى 18 بوصة). تم استخدام أسلحة الطعن القصيرة هذه كدفاع أخير عندما فشلت جميع الخيارات الأخرى. 

### فترة الربيع والخريف (771-476 قبل الميلاد)
بحلول أواخر فترة الربيع والخريف، زاد طول الجيان إلى حوالي 56 سم (22 بوصة). في هذه المرحلة، استخدم بعض الجنود على الأقل الجيان بدلًا من الفأس الخنجر، نظرًا لمرونته وقابليته للحمل.  بدأت الصين بإنتاج الفولاذ في القرن السادس قبل الميلاد. ومع ذلك، لم يتم إنتاج أدوات الحديد والصلب بكميات كبيرة حتى وقت لاحق.  بحلول عام 500 قبل الميلاد تقريبًا، بدأ اعتبار مجموعة السيف والدرع متفوقة على الرمح والخنجر والفأس.  يقول دونالد فاغنر:
«نادرًا ما يزيد طول السيوف البرونزية المبكرة عن 50 سم (20 بوصة)، ويشار إليها أحيانًا باسم "السيوف القصيرة". التطور المفاجئ إلى حد ما، ربما في منتصف القرن الثالث قبل الميلاد، هو "السيف الطويل" البرونزي، الذي يبلغ طوله عادةً حوالي متر. مثال من ضريح الإمبراطور الأول. معظم السيوف الحديدية طويلة أيضًا، وغالبًا ما يُعتبر تطوير السيف البرونزي الطويل مرتبطًا بتطور السيف الحديدي الطويل.»
وفقًا لسجلات الربيع والخريف لوو ويوي، كان "أو يزي" مدرسًا لـ جان جيانغ، الذي كان متزوجًا من مو يي. أمر الملك هيلو من وو جان جيانغ ومو يي بتشكيل زوج من السيوف له في ثلاثة، أشهر. ومع ذلك، فشل الفرن العالي في إذابة المعدن. اقترح مو يي أنه لم يكن هناك ما يكفي من النافخين البشر في الموقد، لذلك قام الزوجان بقص شعرهما وأظافرهما وإلقائهما في الفرن، بينما ساعد 300 طفل في نفخ الهواء في المنفاخ. وفي رواية أخرى، ضحت مو يي بنفسها لزيادة طاقة تشي البشرية عن طريق رمي نفسها في الفرن. وتحققت النتيجة المرجوة بعد ثلاث سنوات، وتم تسمية السيفين على اسم الزوجين. احتفظ جان جيانغ بالسيف الذكر، جانجيانغ، لنفسه وقدم السيف الأنثوي، موي، إلى الملك. كان الملك منزعجًا بالفعل من فشل جان جيانغ في توفير الشفرات خلال ثلاثة أشهر ولكن خلال ثلاث سنوات، وغضب عندما اكتشف أن الحداد احتفظ بالسيف الذكر وبالتالي قتل جان جيانغ. كان جان جيانغ قد تنبأ بالفعل برد فعل الملك، لذلك ترك وراءه رسالة إلى مو يي وابنهما الذي لم يولد بعد، يخبرهما فيها بمكان إخفاء سيف جانجيانغ. بعد عدة أشهر، أنجبت مو يي ابن جان جيانغ، تشي (赤)، وبعد سنوات، روت له قصة والده. كان تشي حريصًا على الانتقام  لوالده، وسعى للحصول على سيف جانجيانغ. وفي نفس الوقت حلم الملك بشاب يريد قتله ووضع مكافأة على رأس الشاب. كان تشي ساخطًا ومليئًا بالكرب. بدأ بالبكاء وهو في طريقه للانتقام، وجد قاتلا، وقام تشي برواية قصته للقاتل، ثم اقترح القاتل أن يسلم تشي رأسه وسيفه، وسوف ينتقم القاتل بنفسه لجان جيانغ بدلاً من تشي. وقام تشي بفعل ما قيل له وانتحر. تأثر القاتل بفعل تشي وقرر مساعدة تشي في تحقيق سعيه.
قطع القاتل رأس تشي وأحضره مع سيف جانجيانغ إلى الملك المبتهج. ومع ذلك، كان الملك غير مرتاح لرأس تشي الذي كان يحدق به. طلب القاتل من الملك أن يغلي رأس تشي، لكن رأس تشي كان لا يزال يحدق في الملك حتى بعد 40 يومًا دون أي علامة على التحلل؛ وهكذا، أخبر القاتل الملك أنه بحاجة إلى إلقاء نظرة فاحصة والتحديق للخلف حتى يتحلل الرأس تحت سلطة الملك. انحنى الملك فوق المرجل، واغتنم القاتل الفرصة لقطع رأسه، وسقط رأسه في الوعاء بجانب رأس تشي. ثم قام القاتل بقطع رأسه الذي سقط هو الآخر في الماء المغلي. تم غلي اللحم الموجود على الرؤوس بحيث لم يتمكن أي من الحراس من التعرف على الرأس الذي ينتمي إليه. قرر الحراس والأتباع أنه يجب تكريم الثلاثة كملوك بسبب شجاعة تشي والقاتل وولاءهم. تم دفن الرؤوس الثلاثة معًا في النهاية في مقاطعة ييتشون، رونان، خنان، والقبر يسمى "مقبرة الملوك الثلاثة".

### فترة الدول المتحاربة (475–221 قبل الميلاد)
ظهرت السيوف الحديدية والفولاذية التي يتراوح طولها من 80 إلى 100 سم (31 إلى 39 بوصة) خلال منتصف فترة الدول المتحاربة في ولايات تشو وهان ويان . كانت معظم الأسلحة لا تزال مصنوعة من البرونز، لكن الحديد والصلب بدأا يصبحان أكثر شيوعًا.  بحلول نهاية القرن الثالث قبل الميلاد، تعلم الصينيون كيفية إنتاج السيوف الفولاذية المقواة، مما أدى إلى تحويل السيوف البرونزية إلى قطع احتفالية. يذكر زان جوه سي أن دولة هان صنعت أفضل الأسلحة، القادرة على اختراق أقوى الدروع والدروع والأحذية الجلدية والخوذات.
خلال فترة الممالك المتحاربة، كان شعب باييو معروفًا بمهارة استخدام السيف وإنتاج السيوف الجميلة. وفقًا لسجلات الربيع والخريف لوو ويوي، التقى الملك جوجيان بمقاتلة بالسيف تُدعى نانلين (يوينو) أظهرت إتقانها لهذا الفن. لذلك أمر كبار قادته الخمسة بدراسة أسلوبها. منذ أن أصبحت الطريقة تُعرف باسم "سيف سيدة يو". يُعتقد أيضًا أن قبيلة يوي كانت تمتلك سكاكين غامضة مشبعة بقوة التنانين التعويذة أو المخلوقات البرمائية الأخرى. ويُذكر أيضا في حوليات الربيع والخريف: «كانت المرأة ستسافر شمالًا للقاء الملك غوجيان ملك يو عندما التقت برجل أكبر سنًا على الطريق، وقد قدم نفسه على أنه اللورد يوان. فسأل المرأة: «سمعت أنك تجيدين المبارزة، أود أن أرى ذلك».! قالت المرأة: «لا أجرؤ على إخفاء شيء عنك سيدي، يمكنك أن تجربني." ثم اختار اللورد يوان عصا من خيزران اللينيو، وكان الجزء العلوي منها ذابلًا. فكسر الأوراق من الأعلى وألقاها على الأرض، فالتقطتها المرأة قبل أن تصل إلى الأرض. ثم أمسك اللورد يوان بالطرف السفلي من الخيزران وطعن المرأة. استجابت، وتقاتلوا ثلاث نوبات، وبمجرد أن رفعت المرأة العصا لتضربه، طار اللورد يوان إلى رؤوس الأشجار وأصبح جيبون أبيض (يوان).»
يذكر زان جوه سي الجودة العالية للسيوف الجنوبية وقدرتها على اختراق الثيران والخيول والأوعية والأحواض. ومع ذلك، فإنها سوف تتحطم إذا تم استخدامها على عمود أو صخرة. كانت سيوف وو ويوي ذات قيمة عالية، وأولئك الذين يمتلكونها نادرًا ما يستخدمونها خوفًا من الضرر. ومع ذلك، كانت هذه السيوف شائعة في وو ويوي وتم التعامل معها بقدر أقل من الاحترام.  يذكر يوجو شو (سجل السيوف الثمينة) عدة سيوف مسماة: زانلو (أسود)، هاوكاو (شجاعة)، جوكي (المدمر العظيم)، لوتان (منصة الندى)، تشونجون (النقاء)، شينغكسي (المنتصر على الشر). ويوتشانغ (بطن السمكة) ولونغيوان (خليج التنين) وتاي (ضفة النهر الكبرى) وجونجبو (العرض الحرفي). تم صنع العديد من هذه الأشياء بواسطة صانع السيوف يو أو يزي.حتى بعد استيعاب وو ويوي في الأنظمة السياسية الصينية الأكبر، ظلت ذكرى سيوفهما حية. خلال عهد أسرة هان، كان لدى ليو باي ملك وو (195-154 قبل الميلاد) سيفًا يُدعى ووجيان لتكريم تاريخ صناعة المعادن في مملكته.

### أسرة تشين (221–206 ق.م.)

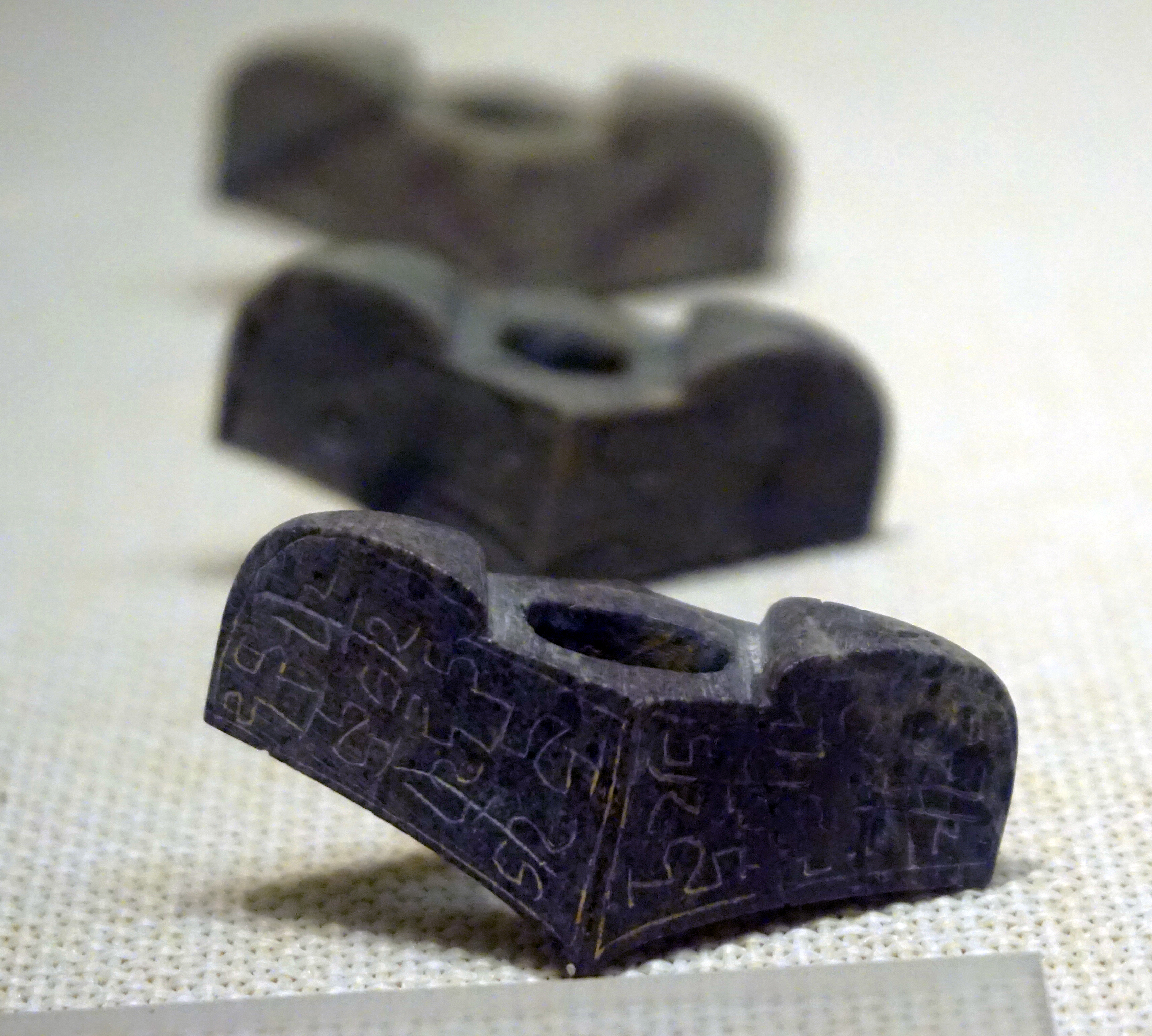
حراس سيف الدول المتحاربة

تم ذكر رقصات السيف لأول مرة بعد وقت قصير من نهاية عهد أسرة تشين.  بدأت تظهر سيوف يصل طولها إلى 110 سم (43 بوصة).

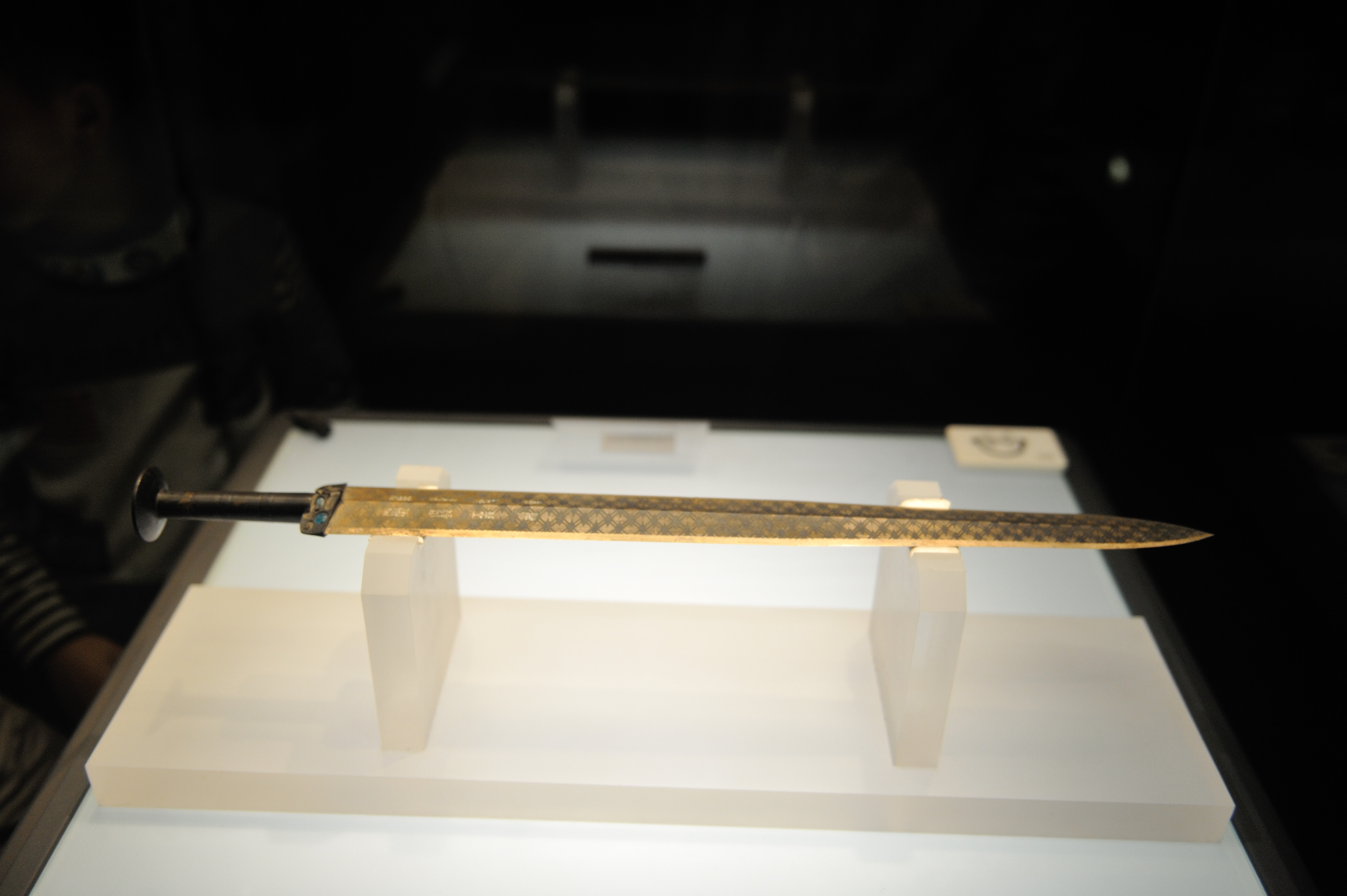
سيف غوجيان

### أسرة هان (206 ق.م.–220 م)

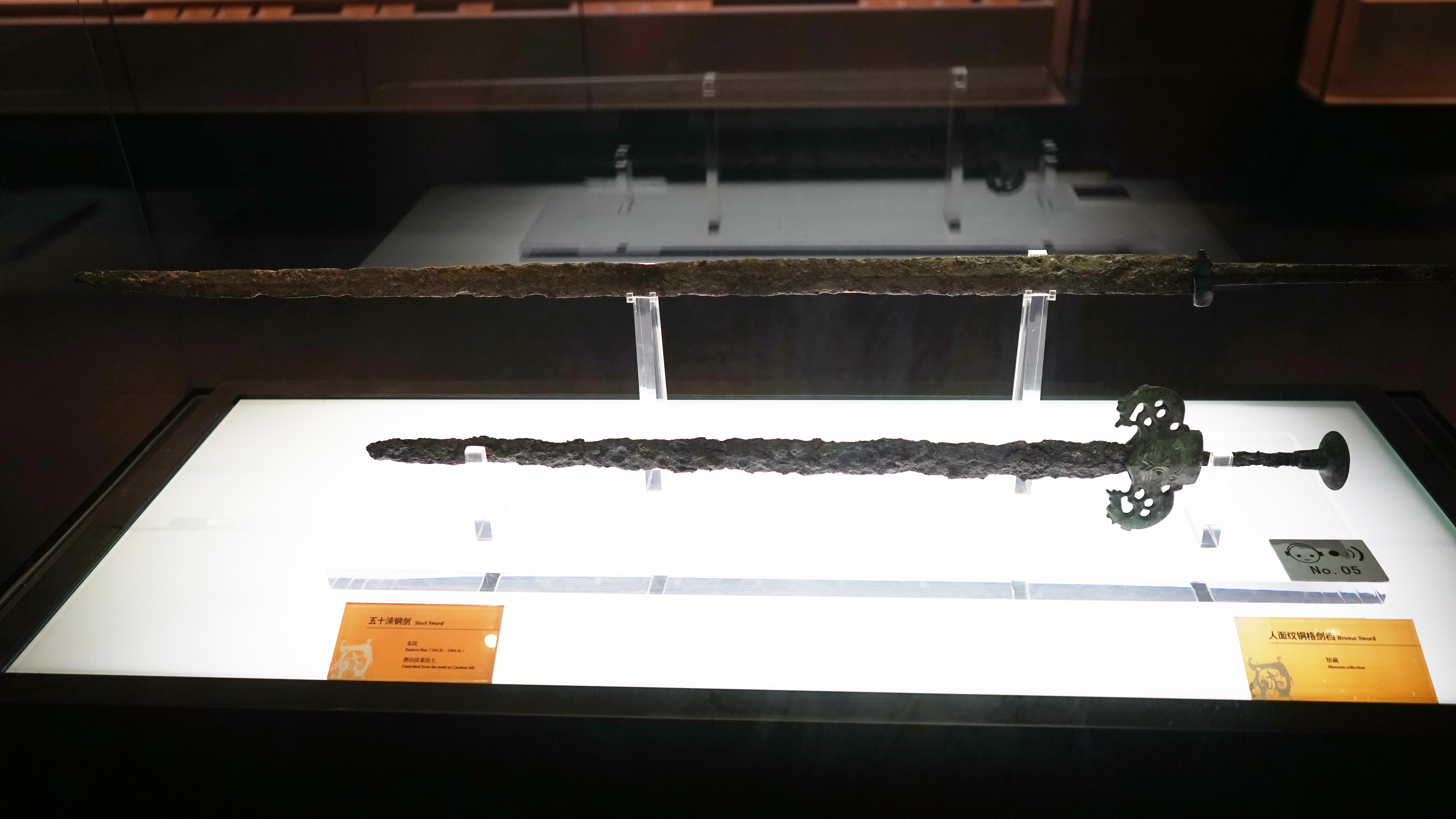
سيوف من الصلب والبرونز من سلالة هان

تم ذكر جيان كأحد "الأسلحة الخمسة" خلال عهد أسرة هان، والأربعة الأخرى هي الداو والرمح والمطرد والعصا. نسخة أخرى من الأسلحة الخمسة تسرد القوس والنشاب كسلاح واحد، والجيان والداو كسلاح واحد، بالإضافة إلى المطرد والدرع.  كان الجيان سلاحًا شخصيًا شائعًا خلال عصر هان، وظهرت فئة من المبارزين الذين كانوا يكسبون رزقهم من خلال المبارزة. كانت المبارزة بالسيف أيضًا هواية شائعة لدى الأرستقراطيين. من المعروف أن الدليل المكون من 37 فصلاً المعروف باسم طريق جيان كان موجودًا ولكنه لم يعد موجودًا. وقيل إن جنوب ووسط الصين أنتجوا أفضل السيوف.  عُثِر على سيوف من أسرة هان صنعت بين القرنين الأول والثاني الميلادي في اليابان ؛ داو ذو الحلق الحلقي عليه نقش "مكرر ثلاثين ضعفًا" وجيان عليه نقش "مكرر خمسون ضعفًا". كما عُثِر على جيان في محافظة نارا مع نقش يقول إنه تم إنتاجه في عصر تشونغ بينغ (184-189 م) و"تم صقله مائة ضعف" كان هناك سلاح يسمى "جيان قاطع رأس الحصان" لأنه من المفترض أنه قادر على قطع رأس الحصان.  إلا أن مصدرًا آخر يقول إنها كانت أداة إعدام تستخدم في مناسبات خاصة وليس سلاحًا عسكريًا. يذكر دونالد فاغنر: «على حد علمنا اليوم، كانت جميع السيوف الحديدية الصينية القديمة من الحديد المطاوع أو الفولاذ، ولم يكن أي منها مصبوبًا. يبدو من الواضح بما فيه الكفاية أن الحداد المختص يمكنه صنع سيف من الحديد المطاوع أو الفولاذ بأي طول معقول يرغب فيه العميل أو يمكن أن يدفع ثمنه. يبدو أن القياسات في نطاق 70-100 سم هي الأكثر شيوعًا. السيوف النصفية التي يصل طولها إلى 1.2 متر وحتى 1.4 متر معروفة. لا بد أن الطول الأطول للسيف الحديدي قد أعطى المحارب ميزة فورية على من يحمل سيفًا برونزيًا قصيرًا.»

### الممالك الثلاث (184/220-280)

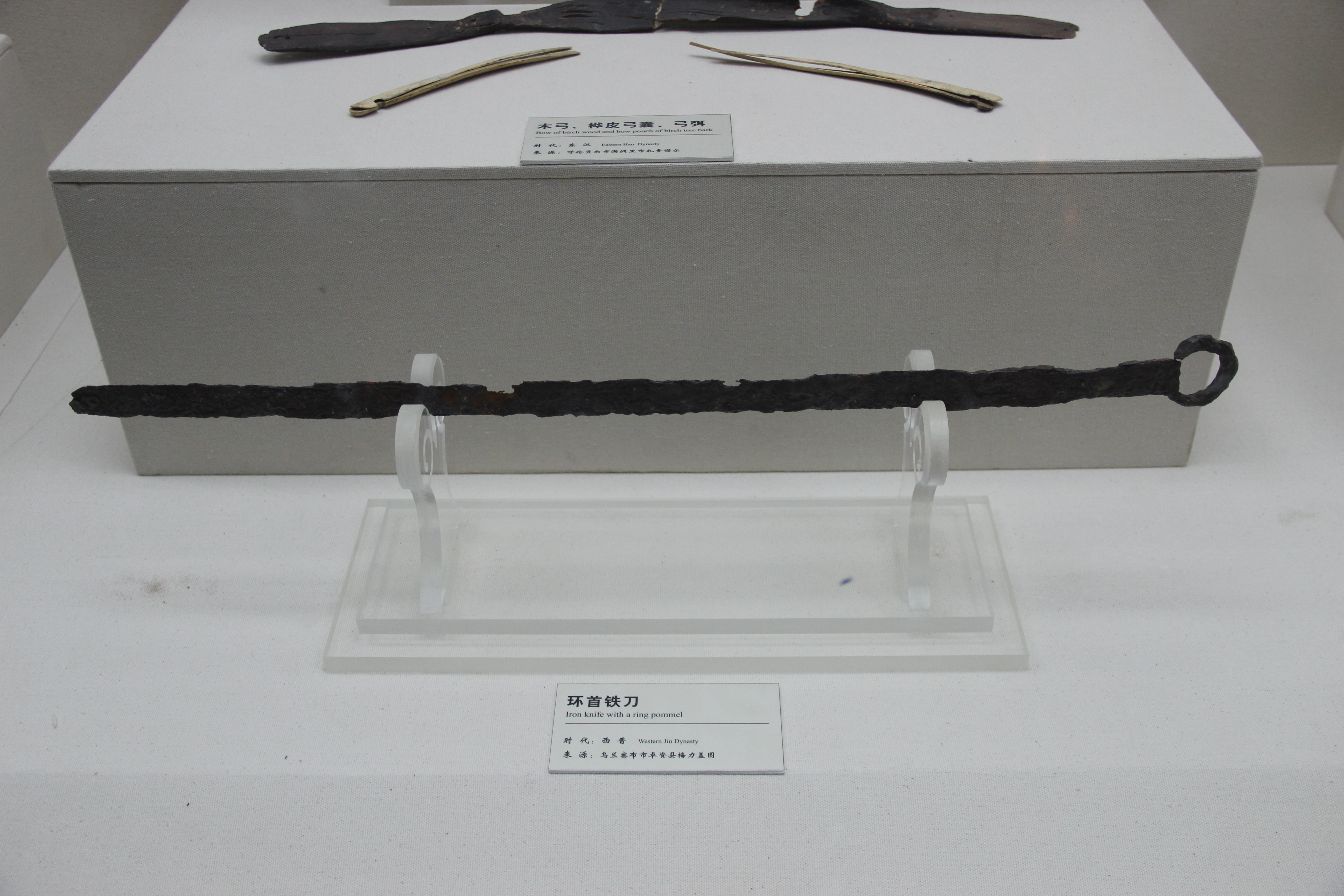
سيف الداو الخاص بأسرة جين (266–420)

تم ذكر السيوف ذات الأحجام المميزة. يبدو أن شخصًا واحدًا يُدعى تشين كان يحمل سيفًا كبيرًا يبلغ طوله مترين. كان لزوجة سون تشيوان أكثر من مائة مرافقة مسلحات بالداو. بحلول نهاية الممالك الثلاث، كان الداو قد تجاوز جيان تمامًا باعتباره سلاح القتال المباشر الأساسي.  دخل الجيان ذو الحدين الأخف والأقل متانة إلى مجال راقصي البلاط والمسؤولين والمحاربين الخبراء.

### السلالات الشمالية والجنوبية (420–589)

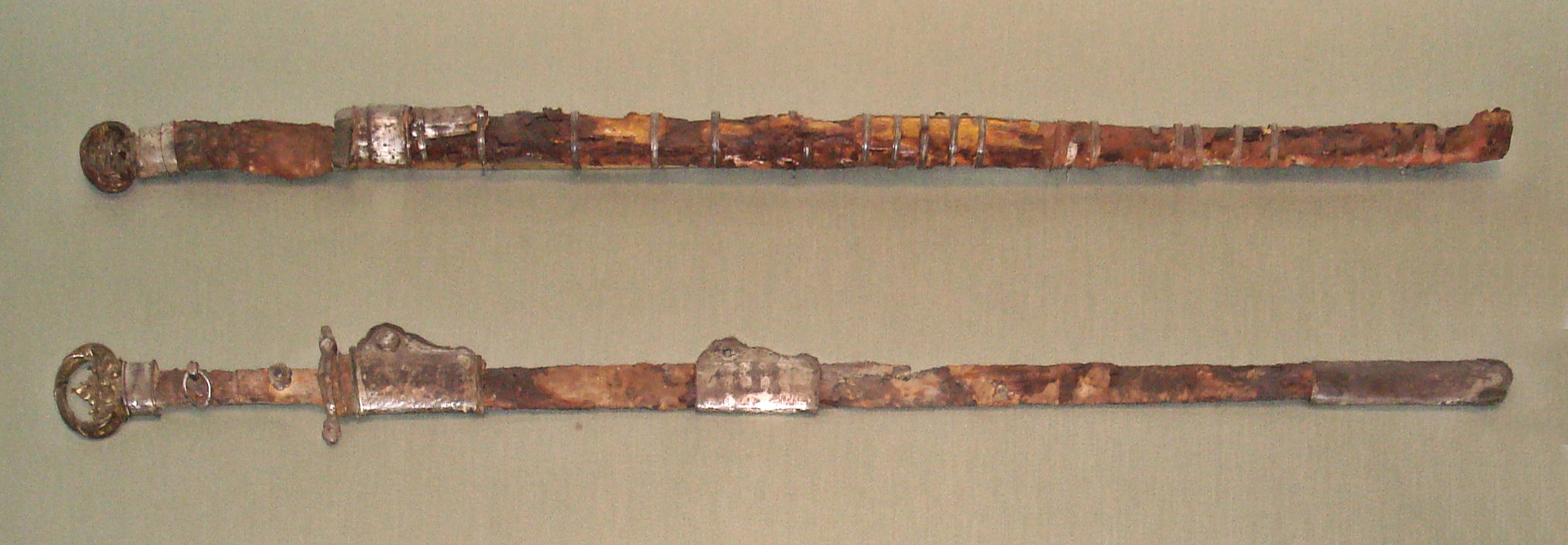
سيوف سلالة سوي

في القرن السادس، قدم تشيمو هوايوين إلى شمال تشي عملية صناعة الصلب "الاندماج المشترك"، والتي تستخدم معادن ذات محتويات كربون مختلفة لصنع الفولاذ. من الواضح أن الداو المصنوع بهذه الطريقة كان قادرًا على اختراق 30 صفائح درع. ليس من الواضح ما إذا كان الدرع من الحديد أم من الجلد.

### أسرة تانغ (618–907)

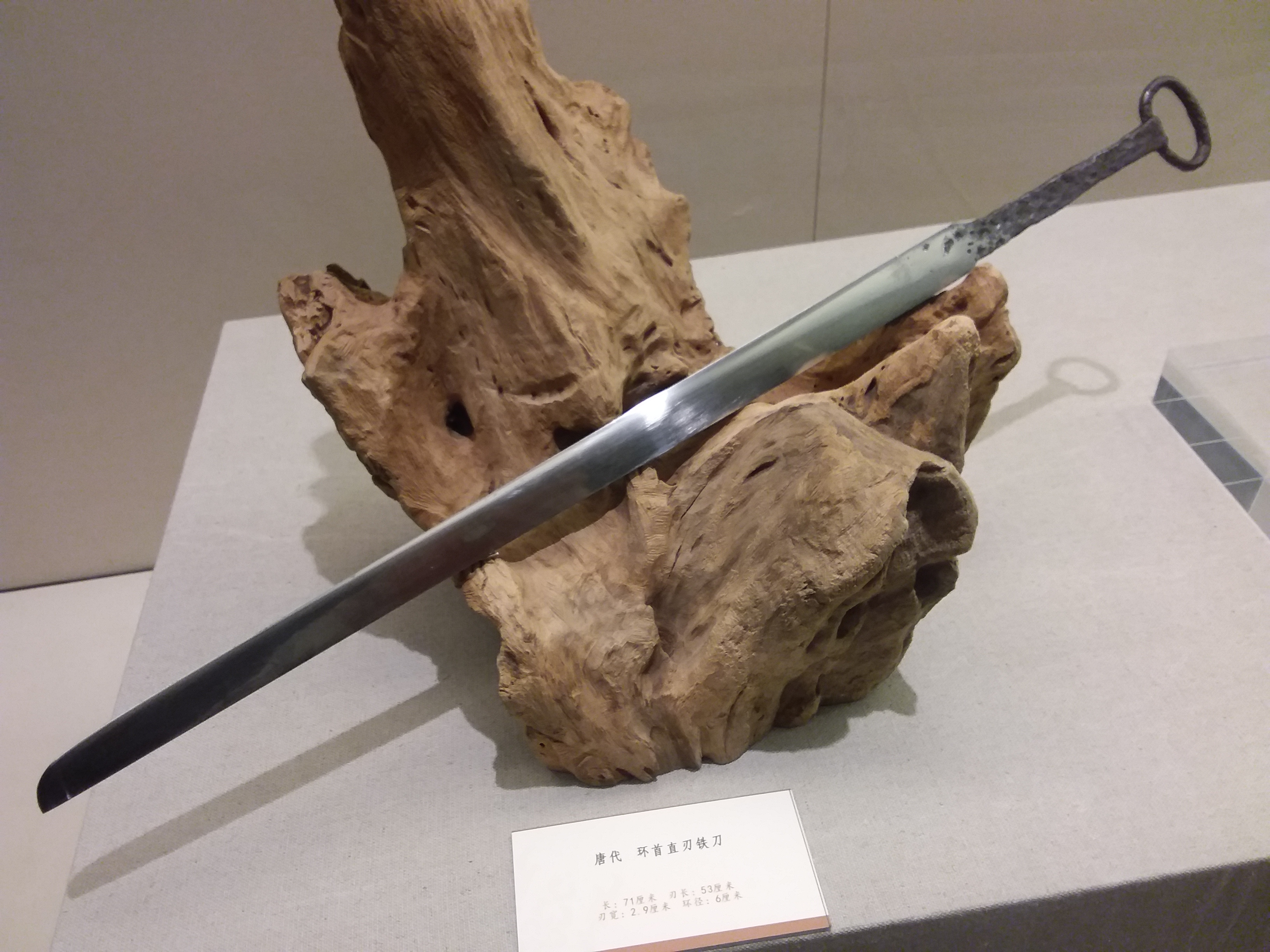
داو بحلقة الحلق، الطول: 71 سم، أسرة تانغ

تم تقسيم الداو إلى أربع فئات خلال عهد أسرة تانغ . وكان هؤلاء هم الداو الاحتفالي (儀刀)، وداو الدفاع (障刀)، والداو المتقاطع (橫刀)، والداو المقسم (陌刀). كان الداو الاحتفالي أحد أدوات البلاط المزخرفة عادةً بالذهب والفضة. وكان يُعرف أيضًا باسم "السيف الإمبراطوري". لا يحتوي داو الدفاع على أي مواصفات ولكن اسمه واضح بذاته. كان عبارة عن سلاح خصر يتم ارتداؤه على الحزام، ومن هنا اسمه القديم، حزام الداو . غالبًا ما كان يحمله رجال القوس والنشاب كسلاح جانبي.  كان الداو المقسم، والذي يُطلق عليه أيضًا اسم لونغ داو (السيف الطويل)، عبارة عن تقاطع بين سلاح قطبي وسيف. تتكون من شفرة بطول 91 سم (36 بوصة) مثبتة بمقبض طويل بطول 120 سم (47 بوصة) ينتهي بنقطة مؤخرة حديدية، على الرغم من أن الأسلحة الكبيرة بشكل استثنائي تصل إلى 3 أمتار (9.8 قدم) في الطول وتزن 10.2 كجم (22 رطلاً). وقد تم ذكرها. تم استخدام الداو المقسم من قبل قوات طليعة تانغ النخبة واستخدمت لقيادة الهجمات. يذكر تايباي ينجينغ: «ويبلغ عدد الجيش الواحد 12500 ضابط ورجل. عشرة آلاف رجل في ثمانية أقسام تحمل حزام داوس؛ ألفان وخمسمائة رجل في قسمين مع الداو المقسم.» 

### أسرة سونغ (960–1279)

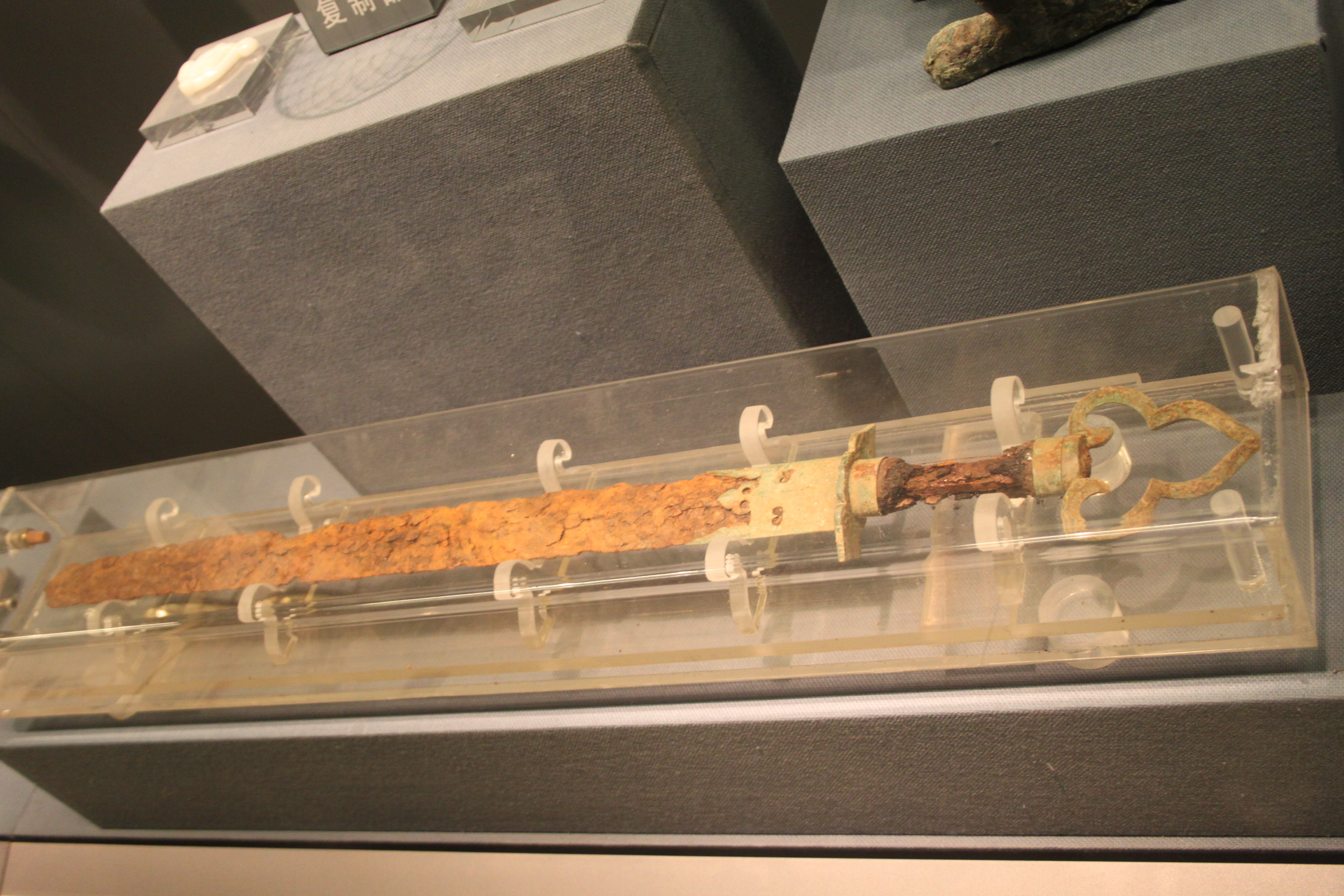
جيان الحديدي بزمن أسرة جين (1115-1234)

استخدم بعض المحاربين وقطاع الطرق مبارزة الداو لكسر الجمود في التضاريس الضيقة خلال أواخر عهد أسرة سونغ . وفقًا لـ شو زيجي تونججيان تشانغبيان، المكتوب عام 1183، كان " داو قاطع رأس الحصان" سيفًا ذو يدين بشفرة 93.6 سم (36.9 بوصة)، ومقبض 31.2 سم (12.3 بوصة)، وحلق حلقي.

### أسرة يوان (1279–1368)

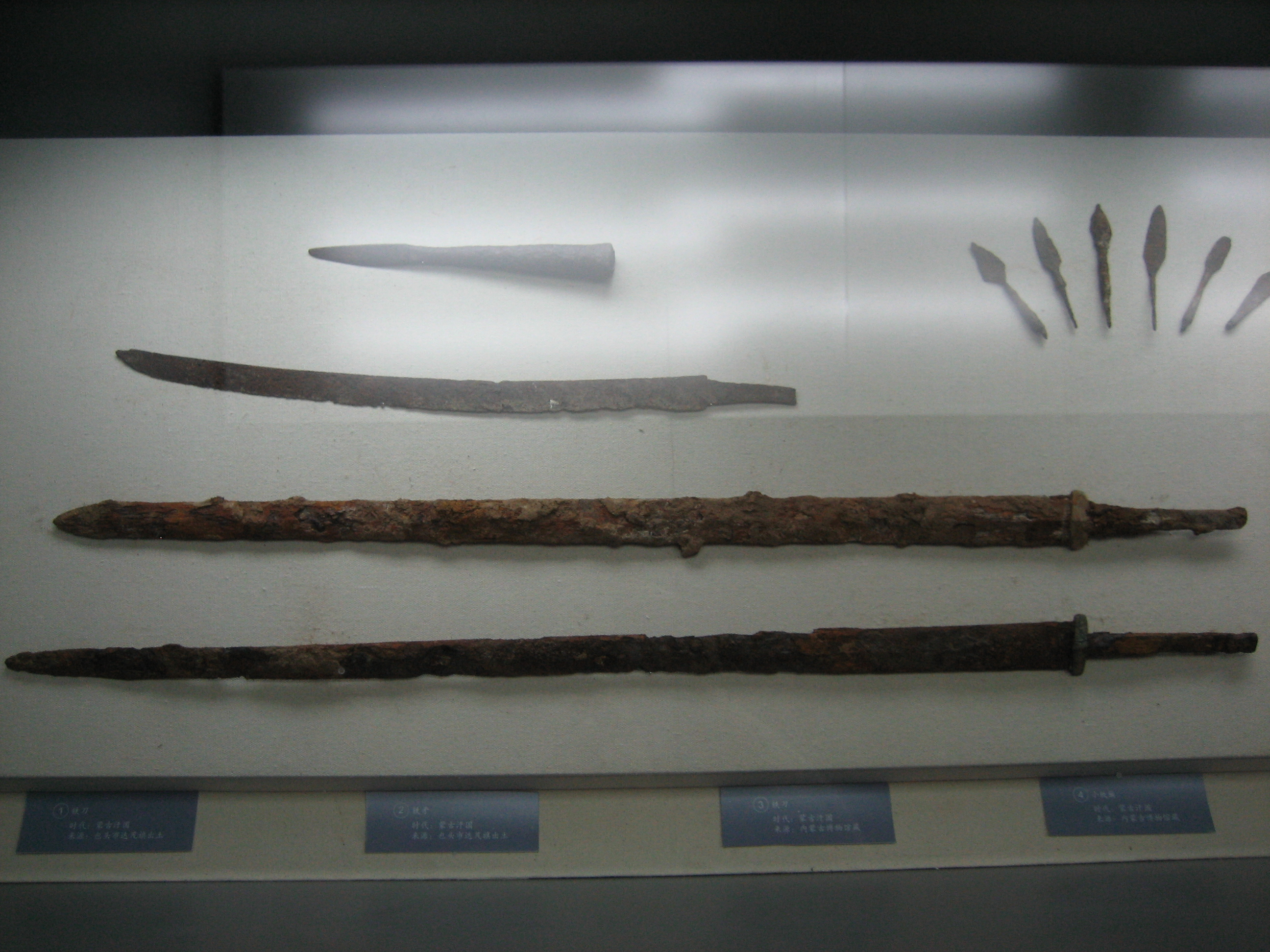
جيان على الطريقة الصينية من عصر الإمبراطورية المغولية

في عهد أسرة يوان، شهد الجيان انتعاشًا وتم استخدامه في كثير من الأحيان.

### أسرة مينغ (1368–1644)

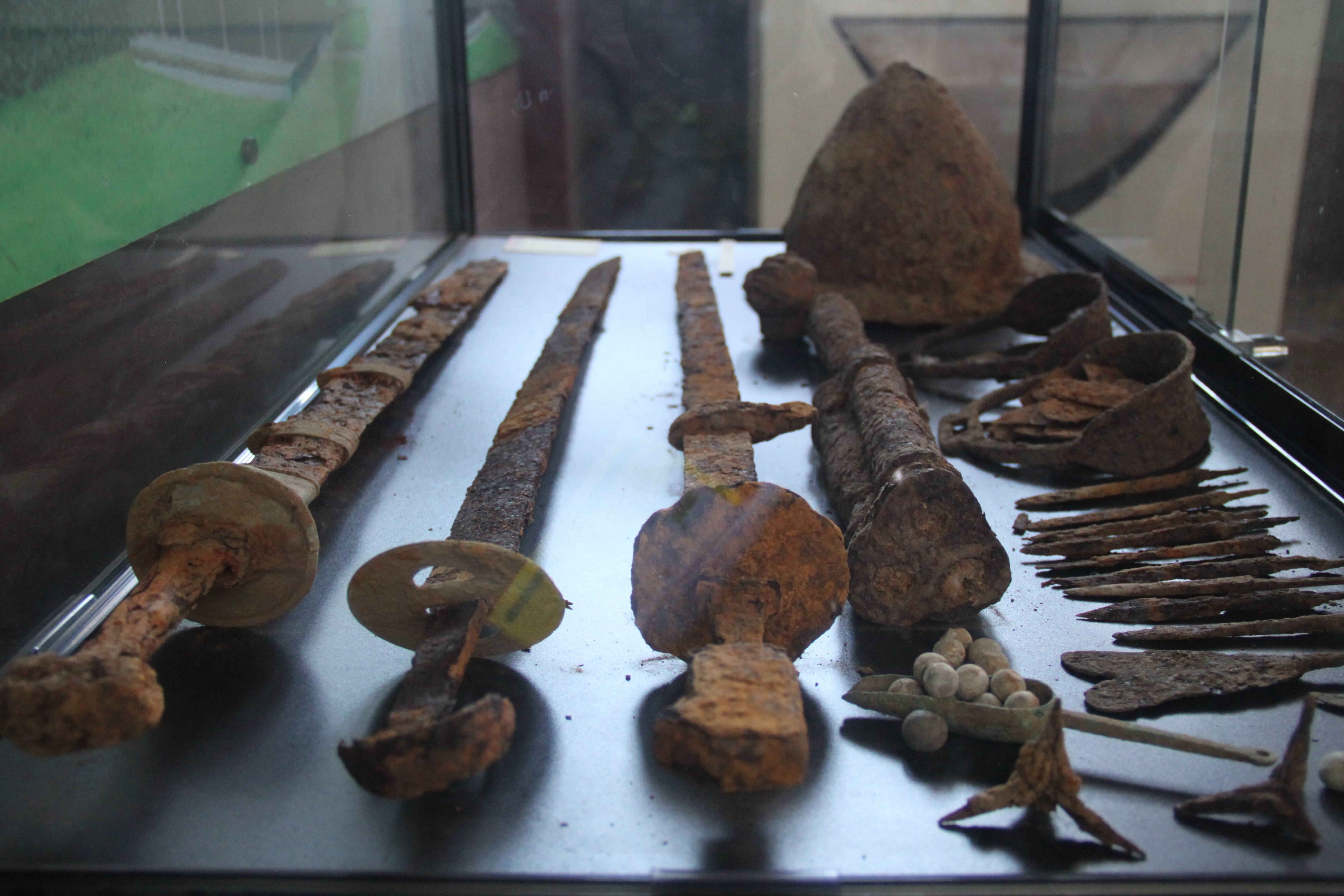
سيوف الجورشن

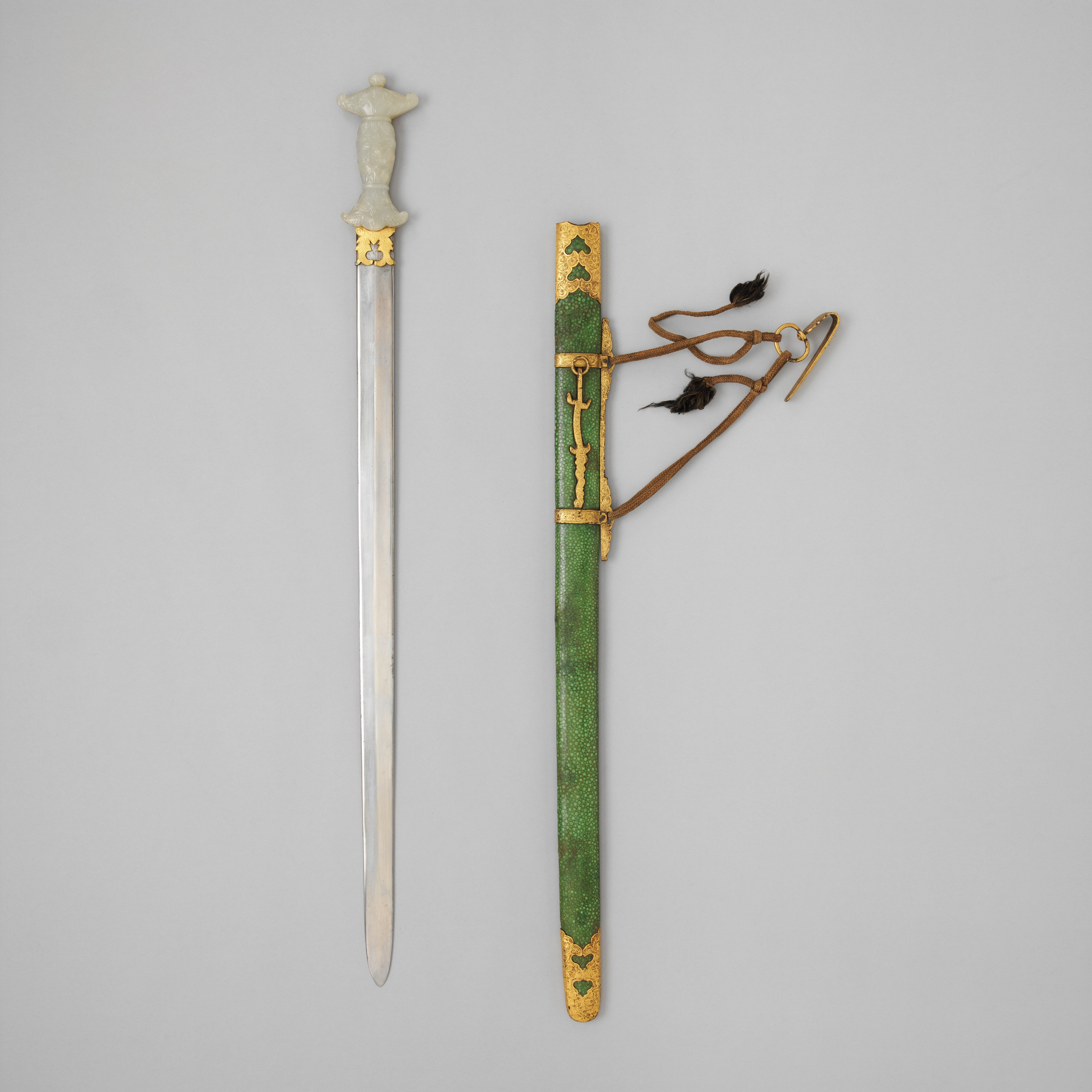
سيف جيان سلالة تشينغ مع مقبض اليشم

استمر الداو في أداء دور سلاح القتال المباشر الأساسي.  فقد الجيان شعبيته مرة أخرى في عصر مينغ، لكنه شهد استخدامًا محدودًا من قبل عدد صغير من المتخصصين في الأسلحة. وكان معروفًا أيضًا بصفاته كعلامة على الصقل العلمي. تم وصف "داو قاطع رأس الحصان" في مصادر مينغ على أنه شفرة بطول 96 سم (38 بوصة) متصلة بعمود بطول 128 سم (50 بوصة)، وهو في الأساس زجاجي. من المفترض أن السويدي فريدريك كويت كان يتحدث عن هذا السلاح عندما وصف قوات تشينغ جونغ وهي تستخدم "بكلتا يديها سيف معركة هائلًا مثبتًا على عصا يبلغ طولها نصف طول رجل".

يذكر فريدريك كويت: 
«وكان بعضهم مسلحين بالأقواس والسهام المتدلية على ظهورهم؛ ولم يكن لدى الآخرين سوى درع على ذراعهم اليسرى وسيف جيد في اليد اليمنى؛ بينما كان الكثيرون يحملون بكلتا يديهم سيفًا قتاليًا هائلاً مثبتًا على عصا يبلغ طولها نصف طول الرجل. كان الجميع محميين فوق الجزء العلوي من الجسم بطبقة من الحراشف الحديدية، تتلاءم مع بعضها البعض مثل ألواح السقف، وكانت الأذرع والأرجل عارية. لقد أتاح هذا حماية كاملة من رصاص البنادق (يجب أن تقرأ الترجمة الخاطئة "الأذرع الصغيرة") ومع ذلك ترك حرية واسعة في الحركة، حيث وصلت تلك المعاطف إلى الركبتين فقط وكانت مرنة للغاية في جميع المفاصل. شكل الرماة أفضل قوات كوكسينجا واعتمدوا عليهم كثيرًا. حتى من مسافة بعيدة، تمكنوا من التعامل مع أسلحتهم بمهارة كبيرة لدرجة أنهم كادوا أن يتفوقوا على الرماة. تم استخدام حاملي الدروع بدلاً من سلاح الفرسان. كل عُشر رجل منهم هو قائد، يتولى زمام الأمور ويضغط على رجاله لإجبار أنفسهم على الانضمام إلى صفوف العدو. برؤوسهم المنحنية وأجسادهم المخفية خلف الدروع، يحاولون اختراق الصفوف المتعارضة بغضب وشجاعة شجاعة كما لو أن كل واحد منهم لا يزال لديه جثة احتياطية في المنزل. إنهم يضغطون باستمرار للأمام، ولكن تم إسقاط العديد منهم؛ لا يتوقفون للتفكير، بل يندفعون دائمًا إلى الأمام مثل الكلاب المسعورة، ولا حتى ينظرون حولهم ليروا ما إذا كان رفاقهم يتبعونهم أم لا. أولئك الذين يحملون عصي السيوف - والتي يطلق عليها الهولنديون سكاكين الصابون - يقدمون نفس الخدمة التي يقدمها رماتنا في منع أي اختراق للعدو، وبهذه الطريقة، إنشاء نظام مثالي في الرتب؛ ولكن عندما يقع العدو في حالة من الفوضى، يتابع حاملو السيف ذلك بمذبحة مخيفة بين الهاربين.»
نشر تشي جيجوانج جنوده في تشكيل "بطة الماندرين" المكون من 12 رجلاً، والذي يتكون من أربعة من الرماة، ورجلين يحملان داو بدرع كبير وصغير، واثنين من حاملي فرشاة الذئب، وضابط في الحرس الخلفي، وحمال.